# ゲボラホテル
ゲボラホテル（英語:Gevora Hotel、アラビア語فندق جيفورا）はアラブ首長国連邦のドバイにある超高層ホテルである。
高さ357.8m（1174フィート）で世界で最も高い超高層ホテルビルである。

## 概要
高層ビルが乱立するドバイに2018年に開業したゲボラホテルは、同じくドバイにある JWマリオット・マーキス・ホテル・ドバイを抜き世界で最も高い超高層ホテルビルとなっ

## ホテル
4つ星ホテルで、黄金を基調としている。近くにはブルジュ・ハリファやジュメイラ・エミレーツ・タワーズ・ホテルなどもある。

## フロア
| 床     | メモ                                                               |
| ------ | ------------------------------------------------------------------ |
| HC     | スパと屋上                                                         |
| M3     | 機械床                                                             |
| 43～72 | ホテルの客室                                                       |
| M2     | 機械床                                                             |
| 13～41 | ホテルの客室                                                       |
| 12     | スカイウェイ、プール、フィットネスセンター、会議室、ギフトショップ |
| M1     | 機械床                                                             |
| 1～10  | ホテルの客室                                                       |
| M      | 中二階（ゲヴォラキッチン）                                         |
| G      | 1階（ロビーとル・ヴェイロン・カフェ）                              |
| B1～B2 | 地下階                                                             |